# Guarne
Guarne là một khu tự quản thuộc tỉnh Antioquia, Colombia. Thủ phủ của khu tự quản Guarne đóng tại Guarne Khu tự quản Guarne có diện tích 151 ki lô mét vuông. Đến thời điểm ngày 28 tháng 5 năm 2005, khu tự quản Guarne có dân số 27038 người.